# Тренкер, Луис
Луис Тренкер (нем. Luis Trenker, настоящее имя Алоис Франц Тренкер, нем. Alois Franz Trenker; 4 октября 1892[…], Ортизеи, Южный Тироль — 12 апреля 1990, Больцано, Трентино-Альто-Адидже) — немецкий альпинист, кинорежиссёр, актёр, писатель. Считается пионером немецкого «горного фильма». Горная тема присутствует почти во всех его произведениях.

## Биография

### Юные годы
Названный при крещении Алоисом-Францем, Тренкер впоследствии выбрал для себя созвучное Алоису имя Луис. Его родной городок, в прошлом Санкт-Ульрих (Санкт-Ульрих-ин-Грёден), расположен в долине Грёднерталь, в Южном Тироле, ныне принадлежащем Италии. Отец — художник-резчик по дереву Якоб Тренкер. Мать — домохозяйка Каролина Тренкер, урождённая Демец (Demetz). Она принадлежала к малочисленной нации ладинов. Дед по матери, Фердинанд Демец (1842—1902), был скульптором и бизнесменом. Луис с детства владел тремя языками — верхненемецким (официальным языком Австрии), тирольско-немецким диалектом отца и ладинским языком матери. После учёбы в местной начальной школе (1898—1901) и семинарии для мальчиков «Йозефинум» в близлежащем Боцене (ныне — Больцано) (1902—1903) Тренкер ненадолго стал учеником инженера на электростанции Санкт-Ульриха, принадлежавшей Фердинанду Демецу, а после его смерти — матери. Затем на протяжении двух лет посещал строительную и художественную ремесленную школу в Боцене, потом вплоть до 1912 года обучался в Императорском и Королевском реальном училище в Инсбруке. Здесь в качестве иностранного языка учил итальянский. Ещё во время учёбы подрабатывал на каникулах в качестве проводника в горах и лыжного инструктора. Получив аттестат зрелости, поступил в Венский Технический университет на факультет архитектуры.

### Первая мировая война
С началом Первой мировой войны Тренкер служил канониром сначала на Восточном фронте, в Галиции и в Царстве Польском, а в 1915 году был переведен в Альпы, на Итальянский фронт, вблизи от родных мест. В 1916 году в форту Верле, недалеко от Триента, был произведён в артиллерийские офицеры. После тяжёлого ранения назначен проводником в Доломитовых Альпах. Войну закончил в звании лейтенанта. Свои боевые впечатления впоследствии описал в книгах «Блок-форт Рокка-Альта» и «Горы в огне». После окончания войны Южный Тироль отошёл к Италии, все санкт-ульрихцы, включая Тренкеров, автоматически получили итальянское гражданство. Тренкер предпринял несколько безуспешных попыток основать собственный бизнес в Боцене (Больцано). Неудачи на коммерческом поприще заставили его вернуться к изучению архитектуры, на этот раз в Техническом университете австрийского Граца.

### Тренкер и кино: первые успехи
Первый контакт Луиса Тренкера с кино состоялся в 1921 году. Тогда немецкий режиссёр Арнольд Фанк, снимавший «Гору судьбы», нанял его в качестве проводника в горах. Однако, убедившись, что предусмотренный на главную роль актёр не умеет взбираться в горы, Фанк без долгих раздумий отдал главную роль Тренкеру. Таков был актёрский дебют офицера-тирольца.
В 1922 году Тренкер защитил диплом архитектора и вместе с Клеменсом Хольцмайстером открыл архитектурное бюро. Луис Тренкер построил по собственному проекту коттедж для своего друга-однополчанина Йозефа Костнера. В 1924 году в составе команды итальянских бобслеистов (5 человек, пилот — Лодовико Обексер) Тренкер принял участие в первых Зимних Олимпийских играх, которые прошли в савойском городе Шамони. Команда заняла VI место.

В 1924 году перед съёмками фильма Арнольда Фанка «Священная гора» произошло знакомство Тренкера с начинающей киноактрисой Лени Рифеншталь. Сюжетным стержнем кинокартины является любовный треугольник. Кульминация происходит, когда альпинист Карл (Луис Тренкер) видит свою невесту (Лени Рифеншталь), возле которой на коленях стоит его соперник, а она нежно гладит его по голове. Лица соперника он не видит. Карл в ярости — и зовет своего друга Виго (Эрнст Петерсен), собираясь совершить опасное восхождение — и тем самым освободиться от гнева. На ледовом уступе друзей настигает буря, и тут-то выясняется, что тем самым соперником является… Виго. Альпинист, вновь охваченный гневом, забывает, что площадка слишком мала и наступает на Виго, в результате чего, тот падает в пропасть. Его спасает страховка, но горец не может в одиночку поднять друга, потому что зацепиться здесь не за что. Так и простоит он всю ночь, держа замерзшего, в конце концов, друга. А с первыми лучами восходящего солнца Карл шагнёт навстречу солнцу в пропасть на глазах не успевших к нему спасателей… Параллельно со съемками и Тренкер, и Рифеншталь учились у Фанка режиссуре. Впрочем, их сблизило не только это. По утверждениям ряда биографов Лени Рифеншталь, экспрессивный тиролец Тренкер стал её любовником. Рифеншталь, не вдавясь в интимные подробности, подчеркнула в своих мемуарах: 
Охваченная доселе не известным мне чувством, я впервые испытала удовольствие в объятиях мужчины.
 Однако, по её словам, в скором времени их отношения получили развитие сообразно пословице: «От любви до ненависти — один шаг!».
В 1927 году Тренкер женился на дочери лейпцигского фабриканта Хильде фон Блейхерт, которая впоследствии родила ему четверых детей. Тем временем в фашистской Италии набирала обороты антигерманская кампания, Санкт-Ульрих был переименован в Ортизеи. В Италии был принят закон, по которому внутри страны признавались лишь итальянские дипломы. Отныне выпускник австрийского вуза Луис Тренкер уже не мог работать архитектором в Больцано. В 1928 году ему пришлось закрыть своё бюро и переехать в Берлин. В том же году он снялся в историческом горном фильме «Борьба за Маттерхорн». В 1929 году на экраны вышел фильм «Зов Севера», в котором Тренкер исполнил главную роль.
В 1931 году совместно с Карлом Хартлем поставил фильм «Горы в огне», посвящённый одной из альпийских битв Первой мировой войны. Действие разворачивалось на фоне заснеженных Тирольских пиков. Австрийский батальон закрепился на вершине горы Кол-ди-Лана (памятной Тренкеру по войне, здесь он сражался вместе с братьями Йозефом и Францем Костнерами). Поскольку Лану невозможно захватить прямой атакой, — итальянские солдаты, расположившись у подошвы горы, начинают бурить в ней отверстие, чтобы заложить динамит и взорвать позиции неприятеля. Покуда австрийцы, бессильные обезвредить врага, в растерянности прислушиваются к зловещему грохоту в горном чреве, главный герой — один из австрийских офицеров (его и сыграл Тренкер) — осуществляет на лыжах отчаянную вылазку в свою родную деревню, где итальянцы устроили себе штаб-квартиру. Там он узнает точную дату взрыва и вовремя возвращается назад, чтобы предупредить товарищей по оружию. Благодаря его подвигу, обречённый на гибель батальон успевает оставить позиции до того, как раздался взрыв.

### Тренкер и нацисты
В 1932 году Тренкер обратился к историческому наследию тирольского героя XIX века Андреаса Гофера, сняв фильм «Бунтарь», в котором исполнил заглавную роль Северина Андерлана. Место действия — Тироль, 1809 год. «Андерлан» поднимает тирольских крестьян на борьбу с французскими оккупантами, одерживает победы, терпит поражение, попадает в плен и гибнет от вражеских пуль (как и Гофер).

В 1933 году вышел англоязычный вариант фильма. Остаётся загадкой, почему Тренкер не захотел вывести знакового национального героя под его настоящим именем, ограничившись лишь прозрачным созвучием «Андреас»-«Андерлан». Однако весьма примечательная запись содержится в дневнике Йозефа Геббельса: 
Вечером фильм. Луис Тренкер, «Бунтарь». Отличная работа. Националистический подъем. Очень крупные массовые сцены... Гитлер – в восторге!
 Ещё до прихода национал-социалистов к власти Тренкер установил с ними неформальный контакт, полагая, что именно НСДАП способна воссоединить итальянизируемый Южный Тироль с Австрийской и Германской родиной. Исторический Гофер, громивший баварские контингенты, не вполне импонировал Гитлеру, который считал себя именно баварцем, а не австрийцем. Поэтому мифический «Северин Андерлан» на тот момент гораздо больше устраивал верхушку НСДАП, нежели реальный Андреас Гофер (лишь после аншлюса Австрии в 1938 году Гофер был включён в список национальных героев нацистской Германии).

В апреле 1933 года Тренкер издал сценарий «Бунтаря» в форме романа. В предисловии он писал:
Да будет наша любовь к Отечеству, любовь к родине и народу столь же священной, как вера в Бога, живущая в нашей душе. Да будет благословенна и безупречна наша память о тех, кто боролся и сложил голову за родной дом и Отечество! Их дух живёт среди нас, наполняя нас силой и надеждой. Во имя памяти героев 1809 года, я посвящаю эту книгу молодёжи Германии.
В сентябре 1933 года Луис Тренкер, ещё не будучи членом НСДАП, вступил в режиссёрскую группу Национал-социалистической организации производственных ячеек. В 1933—1934 годах работал над фильмом «Блудный сын», который в 1934 году получил приз Венецианского международного кинофестиваля.
В 1936 году он снял «первый немецкий вестерн» — «Император Калифорнии» (после войны он шёл в советском прокате под названием «Золотая горячка»). В фильме воспроизводятся факты из удивительной биографии Иоганна Августа Зуттера, уроженца германоязычного швейцарского кантона Базель, основавшего процветающую сельскохозяйственную колонию в Северной Калифорнии. Поначалу Зуттеру сопутствовал успех — но потом судьба жестоко обошлась с ним. На принадлежавшей Зуттеру земле неожиданно нашли золото — и нахлынувшие отовсюду золотоискатели разорили его обширные владения. Беда следует за бедой: внезапно умирает жена Зуттера, один за другим погибают три его сына, а сам Зуттер, хотя и выиграл судебный процесс, но — в результате бунта охлократии и юридических махинаций — не получил законных компенсаций и умер в нищете. Трагическая судьба Иоганна Зуттера, которого сыграл сам Тренкер, тронула сердца членов жюри IV Международного кинофестиваля в Венеции, посчитавшего это «анти-плутократическое» произведение лучшим иностранным фильмом. «Император Калифорнии» был снят по большей части на американской земле, в суровых Калифорнийских Кордильерах.

В 1937 году Тренкер снял свой первый италоязычный фильм «Кондотьеры», посвящённый боевым делам и мучительной смерти полководца Джованни де Медичи (1498—1526). Когда Тренкер впервые посетил могилу Андреаса Гофера, расстрелянного французами в Мантуе, он заинтересовался биографией другого героя и стратега, закончившего свои дни в этом же городе. 
Луис Тренкер был человеком трёх культур: это культура ладинов; это, конечно же, немецкая культура - и культура итальянская!
 — подчёркивает его сын — адвокат Фердинанд Тренкер. В 1938 году во время работы над фильмом «Гора зовет!» Тренкер, приехав в Церматт прямиком из Берлина, уже на следующий день взошёл на Маттерхорн вместе со всей съемочной группой. На восхождение от отеля «Belvedere» ушло ровно 4 часа, при том что люди несли на себе груз общим весом 25 кг. Известный горный фотограф Эрнст Бауман был впечатлён спортивной формой Тренкера, который без тренировки и предварительной акклиматизации руководил этой группой.

Летом 1940 года после долгих раздумий Тренкер вступил в НСДАП. Но взаимоотношения с нацистским режимом не сложились. На него писали доносы: то он жаловался в ресторане на строгие немецкие законы и сказал, что больше не хочет снимать фильмов и вообще, мол, все, «эти,.. которые сидят в Берлине, могут поцеловать его в зад»; то он заявил в Нью-Йорке: 
Вчера я беседовал с одним шведом – ну, и он прав, это же срам, что немцы сжигают книги и, что Германия выкидывает евреев.
 Неоднократно Тренкера критиковали и за то, что он задействовал в своих фильмах «слишком много иностранцев».
В конце 1940 года Тренкер переселился из Берлина в Рим и в Германии бывал лишь наездами. В 1941 году немецкие власти отклонили его сценарий и отказали в финансировании, так как он настаивал на съёмках в Итальянских Альпах. В 1942 году он получил главную роль в национал-социалистическом фильме «Германин», режиссёром которого был Макс Киммих, муж сестры Геббельса. Однако согласно письму, адресованному в штаб рейхсфюрера СС Генриха Гиммлера, после съемок этого фильма Тренкеру официально запретили работать в Германии. Тогда же Геббельс назвал Тренкера «подлецом и парнем без отечества, которого нужно остановить, а затем добить!».

### За спиной Тренкера
1 сентября 1942 года германским генеральным комиссаром Крыма — Таврии (со штаб-квартирой в Мелитополе) стал Альфред Фрауэнфельд. Ещё до своего назначения на эту должность летом 1942 года Фрауэнфельд выступил с меморандумом о целесообразности переселения южно-тирольских немцев в Крым. 10 июля 1942 года Генрих Гиммлер написал Фрауэнфельду письмо, в котором он благодарил его за меморандум и сообщал, что он говорил об этой идее с Гитлером. По словам Гиммлера, ни Гитлер, ни он сам не имеют ничего против переселения южно-тирольских немцев в Крым, хотя этот план может быть реализован только после окончания войны. На одном из совещаний Гитлер сказал: 
Я думаю, что это великолепная идея. Кроме того, я также считаю, что Крым и климатически, и географически подходит тирольцам, а по сравнению с их родиной он - действительно земля, где текут реки с молоком и мёдом. Их переселение в Крым не вызвало бы ни физических, ни психологических трудностей.
 Сам Крым, вместе с Таврией и некоторыми другими районами Южной Украины, в дальнейшем по Генеральному плану Ост должны были составить «Готенгау», предполагавшийся к немецкой колонизации и непосредственной передаче в состав Рейха. Действительно, земляки Луиса Тренкера были для национал-социалистов всего лишь разменной монетой. Союз национал-социализма с фашизмом завязывался и развивался за их спиной и через их головы…
В 1943 году Луис Тренкер приступил в Италии к работе над фильмом «Во власти Монт-Мираколо» в качестве и режиссёра и сценариста. Однако реализовать задуманное ему удалось лишь в Австрии шесть лет спустя. В конце Второй мировой войны он вернулся в Больцано.

### Возрождение Луиса Тренкера
В 1945 году Тренкер зарабатывал на жизнь торговлей грёднертальскими резными фигурками. В 1949 году при непосредственном участии основанной им ещё в 1937 году фирмы Luis Trenker-Film GmbH он продолжил кинематографическую работу в Баварии. Постоянно проживая в Мерано (Южный Тироль), Тренкер совершал регулярные поездки в Мюнхен. Какое-то время он снимал короткометражки о горном мире, портреты его жителей. В начале 1950-х приступил к работе над крупными документальными фильмами о горах, а с 1955 года и над художественными. Его внимание привлекали не только родные Альпы, но и другие горные цепи и гористые острова. Следует отметить документальный фильм «Лофотенский рыбак» (1952) о трудовых буднях северного норвежского архипелага, древнего гнезда викингов и саэконунгов. В 1955 году Тренкер снял художественный фильм «Спасение из Доломитов» по сценарию, написанному в соавторстве с Джорджио Бассари. С 1965 года Тренкер начал снимать цикл документальных фильмов о Южном Тироле (Heimat Südtirol). С 1959 года он вел несколько передач на телевидении ФРГ, выступая с увлекательными рассказами о своих путешествиях и житейских перипетиях. Особо следует отметить документальный цикл Луис Тренкер рассказывает» на Баварском телевидении.
В июне 1972 года в Санкт-Кристине, в Грёдене, состоялся «экскурсионный день Луиса Тренкера». В Грёден прибыли пять тысяч человек из разных стран, небольшие оркестры исполняли старые горные и туристские песни, люди всех возрастов обступили излучавшего невероятный оптимизм человека, под покровительством которого проходило международное празднество. Из толпы доносились крики: «Как здорово, что ты есть!» или «Тебя сотворил сам Господь!», «Да здравствует Тренкер!».
4 октября 1975 года к 85-летию Луиса Тренкера в свет вышла книга Вольфганга Гортера «Мой друг Луис Тренкер». В ней описывались трудности его зачастую опасной работы в кино, моменты радости и раздумий, цитаты, взлёты и падения. В книге было представлено множество неизвестных снимков, писем и цветных акварелей Тренкера.
Луис Тренкер был достаточно успешен и как бизнесмен. Основанная им фирма «LUIS TRENKER» до сих пор производит горную одежду, горное и альпинистское снаряжение (с конца 1980-х годов — ещё и повседневную одежду альпийского стиля). На протяжении последних лет жизни Тренкер активно участвовал в борьбе за окружающую среду.

### Смерть
Луис Тренкер умер от пневмонии и сердечной недостаточности 12 апреля 1990 года в Больцано, пережив на два года свою супругу Хильду Тренкер-фон-Блейхерт. Он был похоронен в семейном склепе в родном Ортизеи (Санкт-Ульрихе). На его могиле установлен небольшой бюст из белого, цвета альпийских снегов, мрамора. В 1992 году — к 100-летнему юбилею земляка — граждане Ортизеи воздвигли его статую: бронзовый Тренкер глядит на вершину Лангкофель, которую неоднократно покорял при жизни.
В год 100-летия Луиса Тренкера Италия предоставила немецкоязычным жителям региона Трентино—Альто-Адидже право получать образование на немецким языке, они стали шире представлены в муниципальных органах власти и смогли напрямую обращаться в Международный суд ООН в Гааге. В 1992 году австрийские власти сделали заявление в ООН о прекращении противоречий с Италией по вопросу Южного Тироля.
Всё своё творческое наследие Тренкер завещал соотечественникам — немцам и ладинам Тироля. В марте 2004 года наследники режиссёра передали его систематизированный архив Ладинскому музейному комплексу Museum Gherdëina в Южном Тироле.

## Фильмография
- 1924 — Гора судьбы / Der Berg des Schicksals
- 1926 — Гора судьбы / Der heilige Berg
- 1928 — Борьба за Маттерхорн / Der Kampf ums Matterhorn
- 1929 — Зов Севера / Der Ruf des Nordens
- 1930 — Сын белой горы / Der Sohn der weißen Berge
- 1930 — Ностальгия / Die große Sehnsucht
- 1930 — Рыцари гор / Les Chevaliers de la montagne
- 1930 — Три святых источника / Die heiligen drei Brunnen
- 1931 — Горы в огне / Berge in Flammen
- 1932 — Обречённый батальон / Doomed Battalion
- 1932 — Бунтарь / Der Rebell
- 1933 — Бунтарь / The Rebel (англоязычная версия)
- 1934 — Блудный сын / Der verlorene Sohn
- 1936 — Император Калифорнии / Der Kaiser von Kalifornien
- 1937 — Кондотьеры / Condottieri
- 1938 — Гора зовёт / Der Berg ruft
- 1938 — Вызов / The Challenge
- 1938 — Звёзды сияют / Es leuchten die Sterne
- 1938 — Король гор / Der König der Berge
- 1938 — Любовные письма из Энгадина / Liebesbriefe aus dem Engadin
- 1939 — Мы мзды не берём / Grenzfeuer
- 1940 — Огненный чёрт / Der Feuerteufel
- 1942 — Пастор Ангеликус / Pastor Angelicus
- 1943 — Германин / Germanin
- 1943 — Во власти Монте-Мираколо / Im Banne des Monte Miracolo / Der verrufene Berg
- 1945 — Монте-Мираколо / Monte Miracolo
- 1949 — Дуэль в горах / Duell in den Bergen
- 1951 — Из розария короля Лорена / Aus König Laurins Rosengarten
- 1952 — Маленькое восхождение / Kleine Kletterfahrt
- 1952 — Никогда не сдавайся / Niemals mutlos
- 1952 — Прогулка по Венеции / Gondelfahrt durch Venedig
- 1952 — Лофотенский рыбак / Lofotenfischer
- 1954 — Кавалеры во льдах / Kavaliere im Eis
- 1955 — Побег в Доломиты / Flucht in die Dolomiten
- 1955 — Пленник горных высот / Il prigioniero della montagna
- 1955 — Спасение из Доломитов / S.O.S. Zinne-Nordwand
- 1956 — Во власти любви / Von der Liebe besiegt
- 1956 — Золото из ледников / Gold aus Gletschern
- 1957 — Зарницы Марии / Wetterleuchten um Maria
- 1957 — Наш друг Хафлингер / Unser Freund, der Haflinger
- 1960 — Добрый день, господин пастор / Grüß Gott, Herr Pfarrer
- 1962 — Его лучший друг / Sein bester Freund
- 1962 — Отпуск по обмену / Vacanze scambio
- 1970 — Лыжные радости в Доломитах / Skifreuden in den Dolomiten
- 1970 — Я снимал на Маттерхорне / Ich filmte am Matterhorn
- 1970 — Родина из Божьих рук / Heimat aus Gottes Hand